# مبتكرات القرآن
مُبْتَكَرات القرآن هي ألفاظ وتراكيب وأساليب عربية مذكورة في القرآن، يُعتقد أنّ العرب لم تكن تستعملها قبل نزول القرآن بنفس المعاني القرآنية، وفي كتب التفسير وعلوم القرآن كانت المبتكرات تُسمّى «الإبداع» و «الاختراع»، غيرَ أنّ الطاهر بن عاشور سمّاها مبتكرات القرآن، وعدّها مِن إعجاز القرآن.

## استعمال المصطلح
يعتقد علماء المسلمين أنّ القرآن نزل بلسانٍ عربيّ مبينٍ موافقًا كلام العرب، غير أنه أتى بأساليب مُبتكَرة لم يسبقه بها مثيل، فتميّز بها من كلام العرب، فالقرآن لا يشبه الشعر، ولا النثر، ولا السجع، وذلك مِن الإعجاز اللغوي، أن يكون الكلام عربيّا ذا أسلوب جديد وفصاحة بالغة، يفهمه العرب ولكنهم لا يستطيعون أن يأتوا بمثله، قال الزركشي
 تدلّ اشتقاقات لفظ (بَكَرَ) على أول الشيء وبدايته، ويُستعمل الفعل ابْتكرَ متعديًّا في قولهم «ابتكر الفاكهة» أي أكَلَ أولها، ويُعتقد أنّ الأصمعي المتوفى سنة (216 هـ) كان أول من استعمل كلمة «ابتكر» في باب النقد حـين قـال عـن معنـى شِعْري: «أول من ابتكر هذا المعنى ثعلبة بن صيعر»، ثم جاء ابن عاشور فكان أول من استعمل اسم «مبتَكَرات» مضافةً إلى القرآن مبتَكَرات القرآن، وسمّاها كذلك مصطلح القرآن وأسهب في استقصائها واستخراجها من القرآن، سواء المبتكَرات اللفظية والتركيبية بحسب اعتقاده، وكان العلماء من قبله لا يذكرون ذلك إلا قليلًا كأن يقولوا في لفظ أو أسلوب «لم تكن تعرفه العرب».

قال ابن عاشور
وكان استخراجه المبتكرات قد أوجب عليه أن يحيط علمًا بكل كلام العرب سواء النثر والشعر، لكي يتثبت من كل لفظ أو عبارة يعتقدها مبتكَرة.

## مقاييس المُبتَكرات
الحكم على لفظ أو تركيب قرآني بأنه مبتكر وجديد، يتطلب إحاطة علم بكلام العرب قبل الإسلام، وهذا لم يتيسّر للعلماء لأنّ المروي من كلام العرب قليل، ولذلك لم يكن الطاهر بن عاشور مستيقنًا من رأيه في المبتكرات، فكان يستعمل ألفاظًا تدلّ على الرُجْحان والظنّ كأن يقول «أحسبُ» و «لعلّ» و «الظاهر» أو يستعمل الحكم المشروط كقوله «فهذا اللفظ إن لم يكن من مُبتَكرات القرآن فهو مما أحْياهُ القرآن».
وقد استنبُط من كلام ابن عاشور المقاييس التالية للمبتكرات:
- أن يكون المعنى عميقًا لا يصل إليه العرب.
- أن يكون من المعاني النادرة عندهم.
- أن يكون التركيب متعذرًا عليهم.[11]
- أن يكون المعنى المبتكر إسلاميًا لم تعلمه العرب قبل الإسلام.[12]

## أنواع المُبتَكرات
- 1) ألفاظ مُبتَكرة

| اللفظ         | أصله العربي                                | معناه المُبتكَر                                                                    |
| ------------- | ------------------------------------------ | -------------------------------------------------------------------------------- |
| آية           | علامة                                      | عبارة أو جملة من سورة، لها بداية وخاتمة                                          |
| سورة          | قفز أو منزلة رفيعة أو قطعة من بناء أو بقية | قطعة من القرآن ذات بداية وخاتمة لا تتغير، لها اسم خاص وتشتمل على ثلاث آيات فأكثر |
| جاهلية        | خصائص الإنسان الجاهل                       | لفظ يدلّ على التشنيع والتنفير، ومعناه الجهل بالدين والتوحيد والشرائع              |
| المسجد الأقصى | المسجد الأبعد                              | المسجد المعروف في القدس الذي بناه النبي سليمان                                   |
| الطاغوت       | مجاوزة الحد والحق                          | كلّ ما عُبِدَ من دون الله                                                            |
| زكاة          | النماء والزيادة                            | الصدقة عمومًا وأموال ينفقها المسلم بقدر معلوم ووقت معلوم                          |

- 2) تراكيب وأساليب مبتكرة: قال ابن عاشور[8]«ومما يتبع هذا أن القرآن يتصرف في حكاية أقوال المحكي عنهم فيصوغها على ما يقتضيه أسلوب إعجازه لا على الصيغة التي صدرت فيها ، فهو إذا حكى أقوالا غير عربية صاغ مدلولها في صيغة تبلغ حد الإعجاز بالعربية ، وإذا حكى أقوالا عربية تصرف فيها تصرفا يناسب أسلوب المعبر ، مثل ما يحكيه عن العرب فإنه لا يلتزم حكاية ألفاظهم بل يحكي حاصل كلامهم ، وللعرب في حكاية الأقوال اتساع مداره على الإحاطة بالمعنى دون التزام الألفاظ ، فالإعجاز الثابت للأقوال المحكية في القرآن هو إعجاز للقرآن لا للأقوال المحكية» – محمد الطاهر بن عاشور، تفسير التحرير والتنوير

وقال
```
* 3) 
تصوير بياني مبتكر
: 
```

- - ضرب الأمثال: قال ابن عاشور[17] «وكذلك التمثيل فقد كان في أدب العرب الأمثال وهي حكاية أحوال مرموز لها بتلك الجمل البليغة التي قيلت فيها أو قيلت لها المسماة بالأمثال ، فكانت تلك الجمل مشيرة إلى تلك الأحوال ، إلا أنها لما تداولتها الألسن في الاستعمال وطال عليها الأمد نسيت الأحوال التي وردت فيها ولم يبق للأذهان عند النطق بها إلا الشعور بمغازيها التي تقال لأجلها، أما القرآن فقد أوضح الأمثال وأبدع تركيبها كقوله تعالى مثل الذين كفروا بربهم أعمالهم كرماد اشتدت به الريح في يوم عاصف وقوله ومن يشرك بالله فكأنما خر من السماء فتخطفه الطير أو تهوي به الريح في مكان سحيق وقوله والذين كفروا أعمالهم كسراب بقيعة يحسبه الظمآنُ ماءً» – محمد الطاهر بن عاشور، تفسير التحرير والتنوير
- 4) محسنات بديعية مبتكرة[19]
  - القلب:

قال ابن عاشور
.